# Зіґфрід Анґер
Зіґфрід Анґер (нім. Siegfried Anger 17 жовтня 1837 в Діршау, Західна Пруссія — 19 листопада 1911 у Ґрауденці, округ Марієнвердер, Західна Пруссія) — німецький богослов і гімназійний вчитель. В Ельбінґу і Грауденці він був піонером археології.

## Життєпис
Анґер був сином пастора і суперінтенданта Вільгельма Анґера. Він відвідував міську школу в Діршау та муніципальну середню школу в Данціґу. Вивчав протестантську теологію в Університеті Фрідріха в Галле . У 1859 році був приєднався до студентської корпораціїТевтонського корпусу Галле. На літній семестр 1861 року він переїхав до Кеніґсберзького університету Альберта. Восени 1863 склав (другий) іспит pro ministerio. У грудні 1863 року він був призначений вчителем-замісником хворого вчителя в Королівськійгімназії в Ельбінґу. Після іспиту pro facultate docendi на 1 січня 1866 року він був прийнятий учителем у Стару гімназію Ельбінґа. Він був співзасновником і президентом (1876-1883) Товариства старожитностей Ельбінґа. У 1878 році він став куратором міського музею в Ельбінґу. В Ельбінґу отримав звання старшого вчителя наприкінці 1880 і 27 березня 1882 року. посаду старшого вчителя. У 1882 році він став свідком переселення гімназії з давнього будинку 1599 року в новий будинок. Йому ми завдячуємо, мабуть, єдиними повідомленнями про цю історичну подію. Після 17 років в Ельбінґу він був призначений директором Королівської гімназії Ґрауденца. Восени 1904 року вийшов у відставку.
Він був ініціатором заснування Ґрауденцького товариства старожитностей (1883) і міського музею (1884). Він став відомим у німецькій науці завдяки археологічним дослідженням цвинтаря часів римського впливу в Нойштедтерфельді (сьогодні район Ельбльонґа). Під час роботи в Ґрауденці він проводив розкопки на могильнику в Рондсені біля Ґрауденца. Він першим почав шукати легендарне поселення Трусо поблизу Ельбінґа. Результати своїх досліджень він опублікував у записках Берлінського товариства антропології, етнології та передісторії та берлінському журналі етнології, а також у звітах антропологічної секції Товариства природничих досліджень у Ґданську . У 1880 році він був обраний до правління Товариства історії Західної Пруссії .
У Ґрауденці він писав драми, які ставилися в провінційних театрах.

## Шкільні програми
- Zur Versuchungsgeschichte Christi. Matth. 4, 1–11. Marc. 1. 12. 13. Luc. 44, 1–13. Elbing 1873. 39 S.[4]
- Schluß des alten und Eröffnung des neuen Gymnasiums in Elbing. Elbing 1883. 28 S.[4]
- Rückblick auf die ersten 25 Jahre des Bestehens der Anstalt. Graudenz 1891. S. 16–24.[5]
- Bericht über die Feier des 25-jährigen Jubiläums der Anstalt. Graudenz 1892. S. 9–13.[5]
- Iphigenie in Delphi. Ein Schauspiel in drei Akten. Graudenz 1898. 48 S.[5]
- Lehrpläne für den einzelnen Unterricht. Graudenz 1902. S. 5–23.[5]